# Jailson Marcelino dos Santos
Jailson Marcelino dos Santos, meglio noto solo come Jailson (São José dos Campos, 20 luglio 1981), è un ex calciatore brasiliano, di ruolo portiere.

## Carriera
È cresciuto nelle giovanili del São José dos Campos.

## Palmarès

### Competizioni statali
- Campionato Cearense: 1

Ceará: 2014
- Campionato paulista: 1

Palmeiras: 2020

### Competizioni nazionali
- Campeonato Brasileiro Série C: 1

Oeste: 2012
- Coppa del Brasile: 1

Palmeiras: 2015
- Campionato brasiliano: 2

Palmeiras: 2016, 2018

### Competizioni internazionali
- Coppa Libertadores: 2

Palmeiras: 2020, 2021